# Eugene Amonoo-Neizer
Eugene Amonoo-Neizer (* 16. Oktober 1937 in Gold Coast) ist ein ghanaischer Diplomat im Ruhestand.

## Werdegang
1960 wurde er Bachelor of Science der Universität London.
1965 wurde er Doktor der Chemie der Universität London.
Von 1995 bis 1997 war er Vizekanzler der Kwame Nkrumah University of Science and Technology
Von 1998 bis 2004 war er Hochkommissar (Commonwealth) in Harare. 2002 wurde die Mitgliedschaft Simbabwes in den Gremien des Commonwealth of Nations suspendiert, die folgenden Leiter der Missionen der Commonwealth of Nations in Harare wurden als Botschafter akkreditiert.